# RIP (televisieserie)
R.I.P. was een BRTN-sitcomserie die van 1992 tot 1994 op TV1 liep rond een begrafenisondernemer in Geraardsbergen. Oorspronkelijk kwamen de scenario's van de ITV-serie In Loving Memory van auteur Dick Sharples, maar ook Walter Van de Velde, René Swartenbroekx en Luc Van Campenhout zorgden voor eigen scenario's. In totaal werden 3 seizoenen en 36 afleveringen gemaakt, die elk een half uur duurden.

## Verhaal
R.I.P. ging over de begrafenisonderneming Vingerhoets. Deze zaak verliest zijn pater familias en baas (in aflevering 1). De weduwe Victorine Vingerhoets en haar inwonend neefje, Willie Haezevoets, moeten de zaak overnemen en draaiend houden. Willie wordt betutteld als een zoon en heeft geen zin om als begrafenisondernemer door het leven te gaan, omdat hij naarstig op zoek is naar een vrouw. De inbreng van vriend des huizes Raymond van Derre (ook wel Raymondke genoemd) zorgde er vaak voor dat er nooit iets liep zoals het hoorde.
Centraal in de reeks staan thema's zoals de zoektocht van Willie naar een vrouw, het runnen van een begrafenisonderneming anno 1930 en Victorine die geen enkele vrouw geschikt vindt voor haar neef en hem blijft bemoederen, zelfs als hij al getrouwd is (in reeks 3).

## Rolverdeling
| Acteur             | Personage             | Opmerkingen                                                         |
| ------------------ | --------------------- | ------------------------------------------------------------------- |
| Guido Horckmans    | François Vingerhoets  | begrafenisondernemer, komt in aflevering 1 aan een voortijdig einde |
| Marc Lauwrys       | Willie Hazevoets      | neef van Victorine                                                  |
| Simonne Peeters    | Victorine Vingerhoets | tante Vie                                                           |
| Kurt Defrancq      | Raymond Van Derre     | Raymondke, vriend en drinkebroer van Willie                         |
| Agnes De Nul       | Desiréeke De Potter   | jaagster op Willie                                                  |
| Hilde Heijnen      | Jeanine Pepermans     | even verloofd met Willie in reeks 1                                 |
| Chris Cauwenberghs | Rik                   | postbode, grafdelver                                                |
| Julienne De Bruyn  | Madame Pardaens       | concurrente van de zaak Vingerhoets                                 |
| David Davidse      | Didier Pardaens       | zoon van madame Pardaens                                            |
| Gerda Marchand     | Florence Schraeyen    | buurvrouw                                                           |
| Chris Boni         | Irma Vanderkinderen   | buurvrouw                                                           |
| Jan De Bruyne      | Jaak Vanderspikken    | ceremoniemeester                                                    |
| Veerle Eyckermans  | Rozeke Brandts        | echtgenote van Willie, enkel in seizoen 3                           |
| Nellie Rosiers     | Nellie Brandts        |                                                                     |
| Jo De Meyere       | Meneer Pardaens       | uiteindelijk vriend van Victorine, enkel in seizoen 3               |
| Jenny Tanghe       | Zulma Vanderstock     | weduwe en vroedvrouw                                                |

## Overzicht van de seizoenen
Seizoen 1
1. Innige deelneming
2. De erfenis
3. Het bal
4. De concurrenten
5. Varkensvlees
6. Kom terug, Marcelleke
7. Ajuinen
8. De vloek
9. Het proefhuwelijk
10. Egoïst tot in de kist

Seizoen 2
1. Een schoon herinnering
2. Lang zal ik leven...
3. De voorzitster
4. Dicht bij de bron
5. Krulbollen
6. De revue
7. Daar komt de bruid!
8. Een strafregister
9. De avondklok
10. Willie vader
11. Het uitstapke
12. Het koekoeksjong
13. Uit het oog, uit het hart

Seizoen 3
1. Vrede op aard aan al onze klanten (1 januari 1994)
2. Blauw bloed (8 januari 1994)
3. Naastenliefde (15 januari 1994)
4. Naar de Congo varen wij (22 januari 1994)
5. Een vrouw voor het leven (29 januari 1994)
6. Tanteke gaat mee (5 februari 1994)
7. Drie is te veel (12 februari 1994)
8. De dansmarathon (19 februari 1994)
9. De kasseikoning (26 februari 1994)
10. Leerjongen gevraagd (5 maart 1994)
11. In de zevende hemel (12 maart 1994)
12. Oneerlijke concurrentie (19 maart 1994)
13. Lachgas (26 maart 1994)